# Hypolepida wilsoni
Hypolepida wilsoni är en skalbaggsart som beskrevs av Britton 1978. Hypolepida wilsoni ingår i släktet Hypolepida och familjen Melolonthidae. Inga underarter finns listade i Catalogue of Life.